# 岔流新开河
岔流新开河，为中国江苏省沭阳县西北部一条人工开挖的河道，是新沂河左岸支流。岔流新开河系1956年实施沂北地区高低水分治工程时开挖，将地面高程40～14米高地涝水截入新沂河出海，减轻岔流新开河以东地区排涝压力。岔流新开河北起沭阳县潼阳镇岔流庄西，上接大沙河和淋头河来水，大致循老沭河故道东南流，于县城沭城镇西北入新沂河。全长32公里，流域面积809平方公里。